# Сьверклянець
Сьверклянець (пол. Świerklaniec, нім. Neudeck) — село в Польщі, у гміні Сьверклянець Тарноґурського повіту Сілезького воєводства.
Населення — 3980 осіб (2011).
У 1975-1998 роках село належало до Катовицького воєводства.

## Демографія
Демографічна структура станом на 31 березня 2011 року:
|          | Загалом | Допрацездатний вік | Працездатний вік | Постпрацездатний вік |
| -------- | ------- | ------------------ | ---------------- | -------------------- |
| Чоловіки | 1906    | 365                | 1300             | 241                  |
| Жінки    | 2074    | 347                | 1265             | 462                  |
| Разом    | 3980    | 712                | 2565             | 703                  |